# Filosofía en la Unión Soviética
En el estudio y la investigación relativa a la filosofía en la Unión Soviética predominaba el marxismo-leninismo, concretamente su forma de filosofía marxista soviética.

## Comienzos e historia
Desde la Revolución bolchevique, el objetivo de la filosofía soviética (la cual se enseñaba como materia obligatoria en casi todos los cursos), era el desarrollo y ampliación de las ideas comunistas. Desde los años '20, los filósofos marxistas polemizaron con los de las otras corrientes, consideradas obsoletas. Algunos de estos filósofos tuvieron que abandonar el país. Iósif Stalin firmó un decreto en 1931 mediante el cual identificaba al materialismo dialéctico con el marxismo-leninismo, haciendo de él la filosofía oficial no solo de la Unión Soviética sino -a través del Komintern- de los partidos comunistas extranjeros. Siguiendo el tradicional uso aplicado durante la Segunda Internacional, los oponentes a esa medida comenzarían a ser denominados como revisionistas. Justamente por estas razones los sovietólogos occidentales en general, entre quienes dos de los más famosos eran Józef Maria Bocheński y Gustav Wetter, han frecuentemente afirmado al respecto que la filosofía soviética era dogmática.
Sin embargo, el período inmediatamente posterior al triunfo de los bolcheviques en 1917, había estado marcado por luchas políticas y filosóficas, las que ponen en entredicho cualquier lectura estrictamente monolítica al respecto. Por ejemplo, Évald Iliénkov -quien llegaría a ser uno de los principales filósofos soviéticos de la década de 1960- reeditó el debate de la década de 1920 entre los “mecaninistas” y los “dialécticos”.
Asimismo, pese al relativo aislamiento ideológico soviético, durante los decenios de 1960 y de 1970, algunas ramas de la filosofía occidental (incluyendo a la analítica y al empirismo lógico) comenzaron a dejar su marca entre algunos filósofos de la URSS.

## Tempranas luchas filosóficas y políticas en la Unión Soviética
El escrito “Materialismo y empiriocriticismo” fue elaborado por Lenin en 1908, alrededor de tres ejes fundamentales:
- La inversión materialista de la dialéctica hegeliana (la cual, a decir verdad, ya había sido realizada por el propio Karl Marx).
- La historicidad de los principios éticos marxistas que ordenaban la lucha de clases (o que llamaban a ella).
- Y la supuesta convergencia de las leyes de la evolución de la política económica (Marx), de la biología (Charles Darwin) y de la física (Hermann von Helmholtz).

Por lo tanto, Lenin tomó posición entre el historicismo del italiano Antonio Labriola y el ya para entonces tradicional determinismo marxista, en lo que tiempo más tarde también sería conocido como el darwinismo social de Karl Kautsky. En esos años, el rival filosófico más importante de Lenin era Aleksandr Bogdánov (1873-1928), quien trató de sintetizar y amalgamar el marxismo con las filosofías de Ernst Mach, Wilhelm Ostwald, y Richard Avenarius (las que fueron violenta y virulentamente criticadas en la obra “Materialismo y empiriocriticismo” de Lenin). Bodgánov en particular había escrito un tratado sobre la tectología y fue uno de los fundadores del Proletkult luego de la finalización de la Primera Guerra Mundial (1914-18).
Luego del triunfo de la Revolución de octubre de 1917, la filosofía soviética se dividió gradualmente entre los “dialécticos” (encabezados por Deborin) y los mecanicistas (asociados a Nikolái Bujarin, quien no obstante no era un mecanicista per se, pero era visto como un aliado de ellos). Justamente sería este último quien detallaría las tesis estalinistas acerca del denominado “socialismo en un solo país” (consolidación del régimen soviético antes de cualquier eventual intento de expansión hacia el extranjero), frente a la mucho más radical y ambiciosa concepción de revolución comunista mundial sostenida por León Trotski.
Los mecanicistas (A.K. Timiryasev, L.I. Axelrod, Skvortsov-Stepanov, etc), quienes provenían principalmente de un trasfondo científico, afirmaban que la filosofía marxista encontraba su base en una explicación causal de la naturaleza. Ellos defendían una interpretación positivista del marxismo que afirmaba que la filosofía de éste debía seguir a las ciencias naturales.
Stepánov escribió un artículo titulado “El entendimiento dialéctico de la naturaleza es el entendimiento mecanicista”. Por el contrario, los “dialécticos”, cuyo trasfondo no solo era marxista sino también hegeliano, insistían en que la dialéctica no podía ser reducida a simple mecanicismo (basándose principalmente en la obra Anti-Dühring de Friedrich Engels y en la Dialéctica de la naturaleza) y sostenían que las leyes de la dialéctica podían ser encontradas en la naturaleza.
Basándose en las entonces recientes teoría de la relatividad y mecánica cuántica, ellos respondieron que la concepción mecanicista de la naturaleza era demasiado restringida y limitada. Por su parte, Deborin, quien había sido un estudiante de Gueorgui Plejánov (quien por su parte llegaría a ser denominado "el padre del marxismo ruso”), también estaba en desacuerdo con los mecanicistas respecto del lugar que debía ocupar Spinoza. El último sostenía que ese trataba de un metafísico idealista, mientras que Deborin -siguiendo a Plejánov- veía a Spinoza como un materialista y dialéctico. El mecanicismo fue finalmente condenado porque se suponía que socavaba al materialismo dialéctico
Dos años después, el propio Iósif Stalin puso fin al debate entre las tendencias dialécticas y mecanicistas, al emitir un decreto por el que únicamente identificaba al materialismo como la base filosófica del marxismo-leninismo. Así el mecaninismo -y su “evolucionismo vulgar”- fue finalmente condenado por socavar el materialismo dialéctico, como sería confirmado en la Segunda Conferencia de Instituciones Científicas Marxistas-Leninistas soviéticas (que tuvo lugar en 1929).
Por lo tanto, la posibilidad de realizar una investigación filosófica independiente del dogmatismo oficial en la Unión Soviética virtualmente desaparecieron. Mientras tanto, por otro lado, el lysenkoismo era oficialmente impulsado como doctrina supuestamente científica (en consonancia con el hecho que 1948, cinco años antes de la muerte de Iósif Stalin, la genética fue oficialmente declarada como una “pseudociencia burguesa”). Sin embargo, este debate entre los mecanicistas y los dialécticos habría de tener una renovada importancia mucho después de la década de 1920.
David Riazánov fue nombrado director del Instituto Marx-Engels, el cual él mismo había fundado en 1920. Posteriormente creó la editorial MEGA (Marx-Engels-Gesamt-Ausgabe), la cual se suponía que editaría las obras completas de Karl Marx y de Friedrich Engels. También publicó a otros autores, como Diderot, Feuerbach o Hegel. Riazánov ya había sido excluido de cualquier función política en 1921, debido a su “inoportuna y peligrosa” proposición de que debía otorgárseles autonomía a los sindicatos.
Durante el Quinto Congreso del Komintern, Grigori Zinóviev condenó por supuestamente “revisionistas” a las obras de Georg Lukács Historia de la conciencia de clase (escrita por el húngaro Georg Lukács en 1923) y “Marxismo y filosofía” de Karl Korsch. El primero de los afectados llegaría a repudiar su propia obra, mediante una autocrítica política (Lukacs pensó que, para un revolucionario, la prioridad era formar parte del Partido Comunista). No obstante, se terminaría convirtiendo en una de las fuentes principal dentro del movimiento marxista occidental, comenzando por la Escuela de Fráncfort y hasta llegó a influenciar el escrito Ser y tiempo (Sein und Zeit, 1927) de Martin Heidegger. Lukacs había concurrido a Moscú a comienzos de la década de 1930 a continuar con sus estudios de filosofía, y recién regresaría a Hungría una vez concluida la Segunda Guerra Mundial (1939-1945). Posteriormente formó parte del efímero gobierno revolucionario antiestalinista de Imre Nagy durante el frustrado alzamiento húngaro de 1956, por lo que sería vigilado por parte del régimen soviético de Nikita Jrushchov de ahí en adelante.
Por otro parte, los estudios realizados por Lev Vygotski (1896-1934) en el campo de la psicología del desarrollo, la cual se oponía a los trabajos de Iván Pávlov, serían posteriormente expandidos en la teoría de la actividad desarrollada por Alekséi Leóntiev, Piotr Zínchenko (miembro de la Escuela de Psicología de la ciudad ucraniana de Járkov) y Aleksandr Luria, un neuropsicolólogo que desarrollaría el primer polígrafo o detector de mentiras.

## Luego del XX Congreso del PCUS
Las condiciones para la realización de trabajos o investigaciones filosóficos libres mejoraron, luego del XX Congreso del PCUS, en particular luego del posteriormente famoso discurso secreto pronunciado por el líder soviético Nikita Jrushchov el 25 de febrero de 1956, en el que criticó en términos bastante severos el culto de la personalidad del fallecido Iósif Stalin.
No obstante, este “deshielo cultural filosófico” se daría solamente en las áreas exteriores de la filosofía soviética, sin tocar su por entonces núcleo marxista-leninista: la relacionada con las ciencias naturales (B. Kédrov, I. Frolov), la teoría de la percepción y de la gnoseología (P. Kopnín, V. Léktorski, M. Mamardashvili, E. Iliénkov), la historia de la filosofía (V. Asmus, A. Lósev, I. Narski), la ética (O. Dobronitski), la estética (M. Kagán, L. Stolóvich), la lógica (G. Schedrovitski, A. Zinóviev) y la semiótica y las teorías de sistemas (V. Sadovski, Y. Lotman; este último fue el fundador de la publicación Sign Systems Studies, la más antigua de las especializadas en ese campo de estudio).
Las obras del joven Marx, como sus “Manuscritos económicos y filosóficos de 1844”, que habían sido inicialmente publicados en la Unión Soviética en 1932 pero que posteriormente fueron censuradas [cita requerida] por el régimen de Iósif Stalin (debido a su incompleto rompimiento con el idealismo alemán), también comenzaron a ser debatidos durante este período de liberalización.
Por su parte, Vasili Nalímov (1910-1997) estaba principalmente interesado en la filosofía de la probabilidad, y en sus manifestaciones biológicas, matemáticas y lingüísticas. También estudió los roles del gnosticismo y del misticismo en la ciencia. Nalímov es usualmente considerado como quien propuso el concepto de índice de citación.

## Publicaciones y difusión
La Unión Soviética publicó grandes tiradas de obras marxistas-leninistas en muchos idiomas alrededor del mundo. Para cumplir con ese propósito, existía una Editorial de Lenguas Extranjeras, abocada a la traducción de libros y obras originalmente publicados, sobre todo, por la Editorial Progreso. Tanto es así que según el Libro Guinness de récords mundiales, Vladímir Lenin llegaría a ser el autor traducido a más idiomas, siendo solo superado por la Biblia.
La moral comunista era una parte importante de la filosofía dentro de la Unión Soviética. Según Lenin y su sucesor Stalin, la moralidad debía estar subordinada a la ideología marxistas de la revolución proletaria. Negaron la tradicional moral cristiana de la Iglesia Ortodoxa Rusa. Los miembros del PCUS y de la juventud del Partido, el Komsomol eran educados en esta moral, y actuar conforme a ella.